# Calyptothecium integrifolium
Calyptothecium integrifolium là một loài Rêu trong họ Pterobryaceae. Loài này được (E.B. Bartram) Nog. miêu tả khoa học đầu tiên năm 1980.